# Parc national de Bromo-Tengger-Semeru

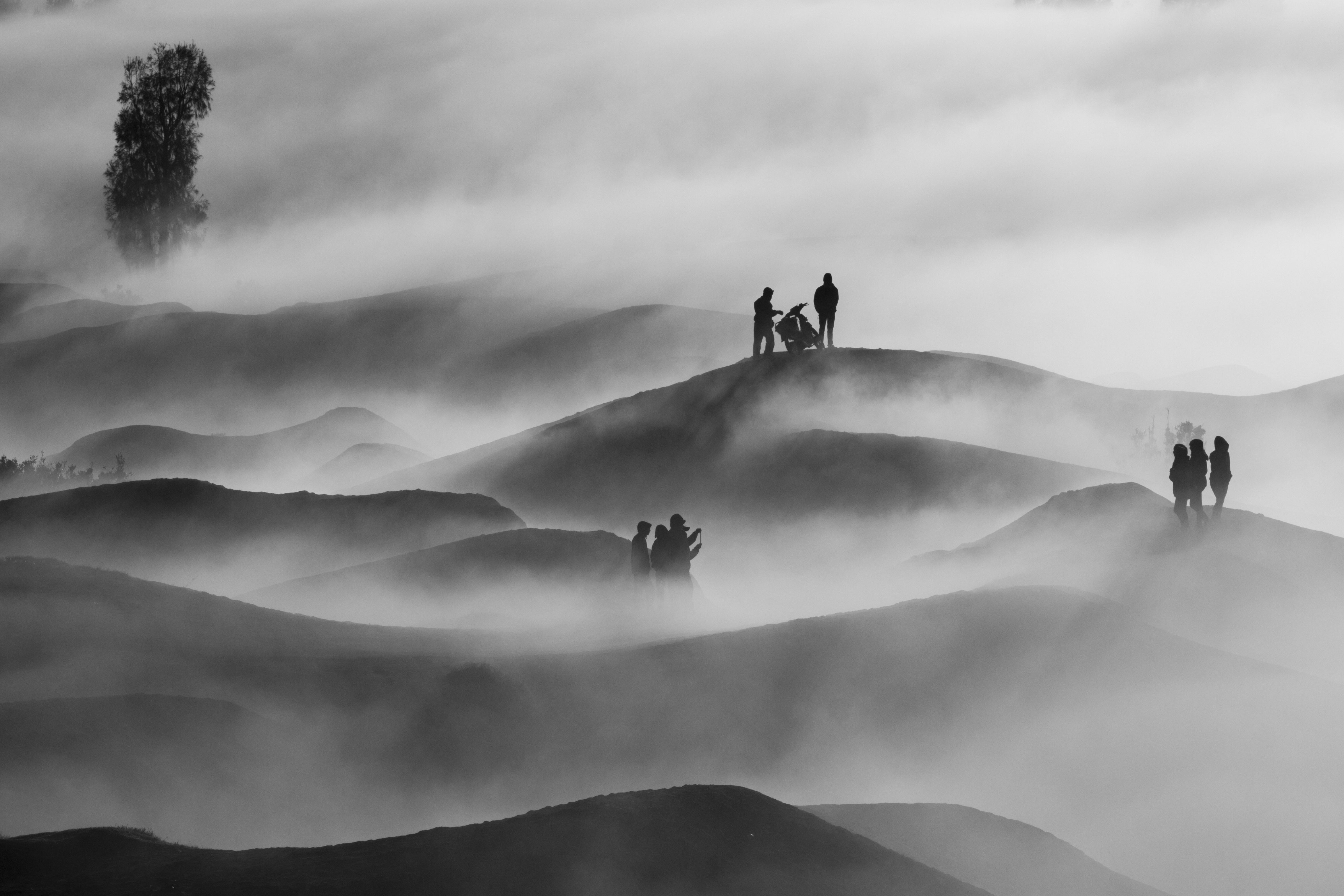
Touristes dans le parc national. Aout 2014.

Le parc national de Bromo Tengger Semeru est un parc national situé dans l'est de l'île de Java en Indonésie. 
Il est constitué d'une région montagneuse dont le point culminant est le mont Semeru à 3 657 m, le plus haut sommet de Java. Le massif du Tengger et le mont Bromo font partie du parc. On y trouve aussi 4 lacs : Ranu Pani, Ranu Regulo, Ranu Kumbolo et Ranu Darungan, et une cinquantaine de rivières.
Des espèces menacées sont protégées dans le parc, comme des fagaceae, des moraceae, sterculiaceae, Casuarina junghuhniana, Anaphalis longifolia et quelque 200 espèces endémiques d'orchidées.
On y dénombre également 137 espèces d'oiseaux, 22 espèces de mammifères et 4 espèces de reptiles protégés. Parmi les gros animaux, on trouve l'épervier besra (Accipiter virgatus), le paon vert (Pavo muticus), le cerf de Java (Cervus timorensis), le dhole (Cuon alpinus) et la panthère de Java (Panthera pardus mela).
En 2015, le parc est reconnu réserve de biosphère par l'Unesco.